# Sergio Lasam Utleg
Sergio Lasam Utleg (Sinh 1943) là một Giám mục người Philipines của Giáo hội Công giáo Rôma. Ông từng là Tổng giám mục chính tòa Tổng giáo phận Tuguegarao từ năm 2011 đến năm 2019. Trước khi trở thành Tổng giám mục Tuguegarao, ông còn từng đảm nhận các vị trí khác như Giám mục chính tòa các Giáo phận: Giáo phận Laoag (2006 - 2011) và Giáo phận Ilagan (1999 - 2006).

## Tiểu sử
Tổng giám mục Sergio Lasam Utleg sinh ngày 11 tháng 9 năm 1943 tại Solana, thuộc Philipines. Sau quá trình tu học dài hạn tại các cơ sở chủng viện theo quy định của Giáo luật, ngày 30 tháng 3 năm 1968, Phó tế Utleg, 25 tuổi, tiến đến việc được truyền chức linh mục. Tân linh mục cũng là thành viên của linh mục đoàn Tổng giáo phận Tuguegarao.
Sau gần 30 năm kinh nghiệm trong công tác mục vụ, trên chức danh là một linh mục, ngày 10 tháng 2 năm 1997, tin tức từ Tòa Thánh loan đi, cho biết Giáo hoàng đã tuyển chọn linh mục Sergio Lasam Utleg làm Giám mục, cụ thể là Giám mục Phó Giáo phận Ilagan. Lễ tấn phong cho vị tân chức được gấp rút tổ chức vào ngày 17 tháng 3 sau đó, với sự chủ sự nghi thức do 3 giáo sĩ cấp cao đảm trách. Chủ phong cho vị tân chức là Tổng giám mục Gian Vincenzo Moreni, Sứ thần Tòa Thánh tại Philipines. Hai giáo sĩ khác, với vai trò phụ phong, gồm Tổng giám mục Diosdado Aenlle Talamayan, Tổng giám mục Tổng giáo phận Tuguegarao và Giám mục Miguel Gatan Purugganan, Giám mục chính tòa Giáo phận Ilagan. Tân giám mục chọn cho mình châm ngôn:Veritas liberabit vos. Hơn hai năm sau, ngày 26 tháng 7 năm 1999, ông chính thức kế vị Giám mục chính tòa Ilagan.
Gần mười năm mục vụ tại Ilagan với chức vụ giám mục của Giám mục Utleg chấm dứt bằng quyết định từ Tòa Thánh ấn ký ngày 13 tháng 11 năm 2006, qua đó, thuyên chuyển Giám mục Utleg đến làm Giám mục chính tòa Giáo phận Laoag.
Năm năm sau khi thuyên chuyển Giám mục Utleg, ngày 15 tháng 6 năm 2011 tiếp tục thuyên chuyển đến Tổng giáo phận Tuguegarao, nơi ông công tác trong gần 30 năm thời kì linh mục, với chức danh mới là Tổng giám mục chính tòa.
Ngày 18 tháng 10 năm 2019, Tòa Thánh thông báo chấp nhận đơn từ nhiệm của ông và chọn Giám mục Ricardo Lingan Baccay làm Tổng giám mục kế vị.